# إسكاغاري
إسكاغاري هي بلدة في مقاطعة شافيركان في ولاية بخارى في أوزبكستان.